# Linzhou
Linzhou, tidigare känt som Linhsien (kinesiska:  林县?, pinyin: Lín xiàn), är en stad på häradsnivå som lyder under Anyangs stad på prefekturnivå i Henan-provinsen i centrala Kina. Den ligger omkring 140 kilometer norr om provinshuvudstaden Zhengzhou. 

## Källa
1. ↑  ”worldpostmarks.net”. Arkiverad från originalet den 2 januari 2015. https://web.archive.org/web/20150102101710/http://worldpostmarks.net/HTML%20Countries/china.htm. Läst 22 juli 2015.